# Zacarias Moussaoui
Zacarias Moussaoui (em árabe: ﺯﻛﺮﻳﺎ ﻣﻮﺳﻮﻱ , Zakariyyā Mūsawī; nascido em 30 de maio de 1968) é um cidadão francês que se confessou culpado em um tribunal federal dos EUA por conspirar para matar cidadãos dos Estados Unidos como parte dos ataques de 11 de setembro. Como resultado de sua condenação, cumpre seis sentenças perpétuas sem liberdade condicional na prisão Federal ADX Supermax em Florence, Colorado.

## Visão geral
Em 16 de agosto de 2001, Moussaoui foi preso em Minnesota pelo FBI e acusado de uma violação de imigração. Ele levantou suspeitas durante os cursos de treinamento de voo em Eagan, Minnesota. 
Em 11 de dezembro de 2001, Moussaoui foi indiciado por um júri federal no Tribunal Distrital dos Estados Unidos do Distrito Leste da Virgínia por seis acusações criminais: conspiração para cometer atos de terrorismo transcendendo fronteiras nacionais, conspiração para cometer pirataria de aeronaves, conspiração para destruir aeronaves conspiração para usar armas de destruição em massa, conspiração para assassinar funcionários dos Estados Unidos e conspiração para destruir propriedades. 
Moussaoui foi acusado pelos promotores federais de ter sido um substituto para o "20" sequestrador , possivelmente Ramzi bin al-Shibh. Bin al-Shibh e Zakariyah Essabar tiveram vistos negados. No entanto, os promotores do julgamento de Moussaoui nos EUA tiveram dificuldade em conectá-lo diretamente aos 19 participantes. 
O julgamento de Moussaoui foi visto em alguns círculos como um barômetro da capacidade e disposição dos Estados Unidos de dar uma audiência justa aos suspeitos de terrorismo. Outros se opuseram ao grau em que a corte e especialmente a juíza Leonie Brinkema toleraram o bizarro e ameaçador comportamento do tribunal de Moussaoui. Moussaoui expressou desprezo pelo julgamento e pelo tribunal, introduzindo moções legais ridicularizando o juiz Brinkema, surpreendendo os espectadores ao eleger para se defender no tribunal, e irritou os promotores federais ao solicitar a presença de membros da al-Qaeda como testemunhas em seu caso. 
Durante o julgamento, Moussaoui declarou inicialmente que ele não estava envolvido nos ataques de 11 de setembro, mas que ele estava planejando um ataque próprio. Alguns membros da al-Qaeda supostamente corroboraram a declaração de Moussaoui até certo ponto, dizendo que ele estava envolvido em uma trama diferente de 11 de setembro, mas os promotores acreditavam que sua história não tinha mérito. Em 3 de abril de 2006, Moussaoui foi considerado elegível para a pena de morte. Antes de deixar o tribunal, ele teria gritado: "Você nunca vai pegar meu sangue. Deus amaldiçoe todos vocês!" Mais tarde naquele mês, ele retirou suas qualificações e novamente admitiu a culpa em todas as acusações impostas pela promotoria.
Em 3 de maio de 2006, um júri decidiu contra a pena de morte para Moussaoui. No dia seguinte, ele foi condenado à prisão perpétua sem liberdade condicional. Quando foi levado para fora do tribunal, Moussaoui bateu palmas e disse: "América, você perdeu ... eu ganhei". O juiz Brinkema respondeu dizendo que ele iria "morrer com um gemido" e "nunca ter a chance de falar novamente". De acordo com a Associated Press, três jurados decidiram que Moussaoui tinha apenas um conhecimento limitado do 11 de setembro, e três descreveram seu papel nos ataques como menores, se ele tivesse algum papel. 
Após a sentença, Moussaoui retratou o testemunho afirmando que ele não era membro da conspiração de 11 de setembro de 2001, mas "parte de outro plano da Al-Qaeda que ocorreria depois de 11 de setembro".

## Infância
Aicha el-Wafi, mãe de Moussaoui, tinha 14 anos quando era casada com um homem que ela não conhecia anteriormente, no Marrocos. Cinco anos depois, os pais de Moussaoui se mudaram para a França, onde ele nasceu. Depois de suportar a violência doméstica, sua mãe deixou seu pai, Omar, enquanto seus quatro filhos ainda eram jovens. Ela criou seus filhos trabalhando com limpeza. Não havia educação religiosa dentro da família. Testemunhas apontaram no julgamento de Moussaui que, como imigrantes de primeira geração do Marrocos, a família frequentemente enfrentava o racismo em seu novo país. A partir de 1982, Moussaoui, seu irmão e irmãs, foram criados em um bangalô na periferia da cidade de Narbonne. Sua mãe disse acreditar que dois incidentes "feridos" em sua adolescência francesa contribuíram para a formação de uma personalidade extremista: o primeiro dia em que seu orientador de carreiras escolares o empurrou para estudos técnicos menores, com "a clara implicação de que ele era só um árabe e não precisaria de mais nada", e o segundo, no dia em que o pai de sua namorada adolescente o advertiu devido a ele ser um árabe. "Não pense que você vai conseguir colocar os pés debaixo da minha mesa", disse o homem".

## Preparação

### Treinamento militante
Moussaoui é conhecido por outros nomes, supostamente incluindo Abu Khaled al Sahrawi e Shaquil, enquanto ele estava em Oklahoma. Ele possui mestrado em Negócios Internacionais pela South Bank University em Londres, tendo se matriculado em 1993 e se graduado em 1995. Ele participou, entre outros, da Mesquita de Brixton, onde ele pode ter conhecido Richard Reid, o futuro bombardeiro do sapato. Ele foi convertido por grupos como al-Muhajiroun ("os emigrantes"), que recrutavam pessoas que frequentavam mesquitas moderadas, como a de Brixton. Moussaoui foi expulso da mesquita de Brixton depois que ele começou a usar uniformes de combate e uma mochila na mesquita, e pressionou o clérigo a fornecer-lhe informações sobre como se juntar à jihad. É possível que ele tenha conexões com membros da mesquita de Finsbury Park, onde o extremista Abu Hamza al-Masri ensinou.
As autoridades francesas começaram a monitorar Moussaoui em 1996, quando o observaram com extremistas islâmicos em Londres. Em 1998, ele freqüentou o campo de treinamento de Khalden, no Afeganistão, supostamente retornando no ano seguinte também. Em setembro de 2000, ele visitou a Malásia e permaneceu em um condomínio de propriedade de Yazid Sufaat que, em outubro de 2000, assinou cartas identificando Moussaoui como representante de sua empresa. Dois dos sequestradores de 11 de setembro viveram no mesmo condomínio em janeiro de 2000. O líder do Jemaah Islamiah, Riduan Ismauddin, enviou a coorte Yazid Sufaat para fornecer a Moussaoui US $ 35.000 e documentos de viagem na Malásia em outubro.

### Treinamento de voo
De 26 de fevereiro a 29 de maio de 2001, Moussaoui participou de cursos de treinamento de voo na Airman Flight School em Norman, Oklahoma. Apesar de 57 horas de aulas de voo, ele falhou e saiu sem nunca ter voado sozinho. Esta escola foi visitada por Mohamed Atta e Marwan al-Shehhi, que pilotaram aviões nas torres norte e sul do World Trade Center.
Durante seu tempo em Norman, Moussaoui tinha um colega de quarto chamado Hussein al-Attas. Em 11 de agosto de 2001, Hussein al-Attas levou Moussaoui para Minnesota a partir de Oklahoma. Hussein al-Attas disse que ele e Moussaoui planejavam fazer uma viagem a Nova York no final de agosto/início de setembro de 2001. Em 2002, al-Attas admitiu que mentiu para o FBI para esconder o nome de Moussaoui, mentiu para o FBI para esconder as crenças extremistas jihadistas e anti-americanas de Moussaoui, mentiu para esconder suas próprias tendências, mentiu para esconder que Moussaoui estava tentando convencê-lo a se tornar mais ativo na jihad ou luta, e mentiu para esconder os nomes de outros membros que estavam tendo aulas de voo em Oklahoma.
Moussaoui supostamente recebeu US $ 14.000 em transferências eletrônicas de bin al-Shibh, originárias de Düsseldorf e Hamburgo, na Alemanha, no início de agosto. Esse dinheiro poderia ajudá-lo a pagar pelo treinamento de voo cerca de duas semanas depois, na Academia de Voo Internacional da Pan-Am, em Eagan, Minnesota. Em 13 de agosto, Moussaoui pagou US $ 6.800 com notas de US $ 100 para receber treinamento em um simulador do 747-400. O simulador que a Pan-Am usa é operado pela Northwest Aerospace Training Corporation (NATCO), uma instalação de treinamento afiliada à Northwest Airlines. Moussaoui teria sido considerado como um substituto de Ziad Jarrah, que em determinado momento ameaçou se retirar do esquema por causa das tensões entre os conspiradores. Os planos para incluir Moussaoui nunca foram completados porque a hierarquia da al-Qaeda supostamente tinha dúvidas sobre sua confiabilidade.
Clarence Prevost, o instrutor de voo designado para Moussaoui, começou a ter suspeitas sobre seu aluno. Seu comportamento lembrava em grande parte o de outros homens aparentemente ricos que haviam chegado ao centro no passado para receber treinamento em jatos gigantes, apesar do fato de que eles provavelmente nunca o usariam, mas algumas características eram incomuns. Prevost disse mais tarde que, na instrução pré-simuladora, Moussaoui faria perguntas que tivessem o jargão certo, mas que seriam sem sentido. Moussaoui leu os manuais de treinamento do 747, mas tinha uma falta de compreensão dos sistemas do avião. Prevost ficou confuso a respeito de porque Moussaoui procuraria o tempo do simulador se ele não tivesse conhecimento básico de avião. Depois de alguns convencimentos, seus supervisores entraram em contato com o FBI, que foi encontrá-lo (apesar dos relatórios posteriores, Moussaoui não pulou o treinamento para decolagem e pouso).

## Captura
Em 16 de agosto de 2001, Moussaoui foi preso por Harry Samit e agentes do FBI e do INS em Minnesota e acusado de uma violação de imigração. Os materiais listados quando ele foi preso incluíam um laptop, duas facas, manuais de voo da aeronave 747 da Boeing, um programa de simulador de voo, luvas de combate e caneleiras e um CD-ROM com informações sobre pulverizador de pó.
Alguns agentes temiam que seu treinamento de voo tivesse intenções violentas, então o departamento de Minnesota tentou obter permissão (enviando mais de 70 e-mails em uma semana) para ter acesso a seu laptop, mas eles foram recusados. A agente do FBI Coleen Rowley fez um pedido explícito de permissão para pesquisar os quartos pessoais de Moussaoui. Esta solicitação foi negada pela primeira vez por seu superior, o vice-conselheiro geral Marion "Spike" Bowman, e mais tarde rejeitada com base nos regulamentos da FISA (emendados após o 11 de setembro pelo USA Patriot Act). Várias outras tentativas de pesquisa falharam da mesma forma.

## Procedimentos legais
Em 11 de dezembro de 2001, Moussaoui foi indiciado por um júri federal no Tribunal Distrital dos Estados Unidos para o Distrito Leste da Virgínia em seis acusações criminais: conspiração para cometer atos de terrorismo transcendendo as fronteiras nacionais, conspiração para cometer pirataria aérea, conspiração para destruir aeronaves, conspiração para usar armas de destruição em massa, conspiração para assassinar funcionários dos Estados Unidos e conspiração para destruir propriedades. A acusação de Zacarias Moussaoui nomeou como co-conspiradores não-declarados Ramzi Bin al-Shibh e Mustafa al-Hawsawi, entre outros, por seu papel no ataque "de assassinar milhares de pessoas inocentes em Nova York, Virgínia e Pensilvânia".
Em 2 de janeiro de 2002, Moussaoui recusou-se a entrar com qualquer declaração e, assim, a juíza Leonie Brinkema declarou a inocência. Uma audiência foi realizada em 22 de abril de 2002, para determinar seu direito à auto-representação, pois até então Moussaoui havia recusado a assistência de seus advogados nomeados pelo tribunal, e pediu para se defender. Em outra audiência em 13 de junho de 2002, Brinkema considerou-o competente para se defender e permitiu que o caso avançasse. No entanto, Moussaoui mais tarde solicitou a assistência ocasional de advogados para ajudá-lo com questões técnicas.
Moussaoui admitiu seu envolvimento com a al-Qaeda, mas afirmou que não estava envolvido nos ataques de 11 de setembro. Em vez disso, ele alegou que estava se preparando para um ataque separado. Khalid Sheikh Mohammed disse anteriormente aos investigadores que Moussaoui se encontrou com ele antes de 11 de setembro, mas que ele, Mohammed, optou por não usá-lo. Nenhuma evidência ligando diretamente Moussaoui aos ataques de 11 de setembro foi liberada.
O julgamento destacou uma tensão nos Estados Unidos entre o judiciário e a segurança nacional. Moussaoui fez pedidos de acesso a documentos confidenciais e o direito de chamar membros cativos da al-Qaeda como testemunhas, notadamente bin al-Shibh, Khalid Shaikh Mohammed e Mustafa Ahmed al-Hawsawi. Ambos os pedidos foram reivindicados pelos promotores como ameaças potenciais à segurança nacional. Brinkema negou a moção para acessar documentos confidenciais, mas permitiu que Moussaoui pudesse usar vários prisioneiros da al-Qaeda como testemunhas.
Brinkema colocou a pena de morte "fora dos limites" em 2 de outubro de 2003, em resposta à recusa do governo de sua ordem de fornecer acesso às testemunhas de Moussaoui. O Quarto Tribunal de Apelações do Circuito reverteu a decisão de Brinkema, sustentando que o governo dos EUA poderia usar resumos de entrevistas/interrogatórios dessas testemunhas. Em 21 de março de 2005, a Suprema Corte dos Estados Unidos, sem comentários, recusou-se a ouvir a apelação de Moussaoui na decisão do Quarto Circuito, devolvendo o caso à Brinkema.
Em 22 de abril de 2005, em uma das sessões do tribunal perto do final dessa fase do processo, Moussaoui surpreendeu todo o tribunal, alegando-se culpado de todas as acusações, enquanto ao mesmo tempo negou ter qualquer intenção de produzir um massacre como o 11/09. Ele disse que não era o mentor da conspiração, e que ele pretendia libertar o xeque Omar Abdel-Rahman. De acordo com Moussaoui, seu plano principal era sequestrar um Boeing 747-400, já que o avião é um dos poucos que poderiam chegar ao Afeganistão a partir dos EUA sem nenhuma parada intermediária.
Em 6 de fevereiro de 2006, Moussaoui gritou: "Eu sou a al-Qaeda. Eles não me representam; eles são americanos", referindo-se aos seus advogados enquanto era escoltado do tribunal em frente a 120 jurados em potencial.
Em março de 2006, durante o julgamento de Moussaoui, várias noticias estamparam às manchetes, incluindo agentes do FBI afirmando que a agência estava ciente, anos antes dos ataques de 2001, que a Al Qaeda planejava usar aviões para destruir prédios importantes, e a decisão de Brinkema de considerar rejeitar a pena de morte. No entanto, dias depois, sob significativa atenção da mídia, Brinkema decidiu não rejeitar o caso e, em vez disso, decidiu que as testemunhas não poderiam testemunhar e que o governo teria permissão para continuar a buscar a sentença de morte contra ele.
Em 27 de março de 2006, Moussaoui testemunhou que ele e o "bombardeiro do sapato" Richard Reid haviam planejado a queda de um avião sequestrado na Casa Branca nos ataques de 11 de setembro. Nenhuma conexão direta entre Moussaoui e Reid havia sido encontrada, e este testemunho contradisse o testemunho anterior de Moussaoui de que ele tinha sido designado para uma operação depois de 11 de setembro. Quando perguntado por que ele havia mentido anteriormente, ele declarou: "Você está autorizado a mentir para a jihad. Você está autorizado a usar qualquer técnica para derrotar seu inimigo". Houve comentários na mídia tradicional de que a preferência de Moussaoui de morrer como um membro do 11/09, em vez de receber uma sentença de prisão perpétua como membro de um plano não realizado, lança dúvidas sobre sua conexão com 11/09.

## Julgamento e condenação
Moussaoui, acusado de conspirar para sequestrar aviões e derrubá-los no World Trade Center e no Pentágono, estava preso em Minnesota quando os ataques de 11 de setembro ocorreram. Ao buscar uma sentença de morte, os promotores foram obrigados a provar que ele "participou intencionalmente de um ato ... e a vítima morreu como resultado direto do ato". Moussaoui admitiu que sabia dos ataques e não fez nada para detê-los.
Tendo entrado em uma confissão de culpa, Moussaoui era elegível para a pena de morte. A Alemanha disse que não divulgará provas contra Moussaoui a menos que os EUA prometam não buscar a morte como punição. Em 27 de abril de 2005, o ministro da Justiça francês, Dominique Perben, disse: "Quando a França forneceu elementos de informação sobre o Sr. Moussaoui à justiça americana, obtive um compromisso por escrito dos Estados Unidos de não usar esses elementos para exigir ou executar a pena de morte".
Em 14 de março de 2006, Brinkema decidiu que a acusação poderia continuar a buscar a pena de morte contra Moussaoui, mas não poderia usar testemunhas-chave treinadas pela advogada do governo Carla Martin. Em 3 de abril de 2006, o júri do caso decidiu que Moussaoui tinha direito à pena de morte.
No julgamento de sentença de Moussaoui, o agente do FBI Greg Jones testemunhou que, antes dos ataques, ele instou seu supervisor, Michael Maltbie, "a impedir que Zacarias Moussaoui pilotasse um avião para o World Trade Center". Maltbie se recusou a atuar em 70 pedidos de outro agente, Harry Samit, para obter um mandado de busca no computador de Moussaoui.
Em 3 de maio de 2006, o júri chegou a um veredicto: que Moussaoui fosse sentenciado à prisão perpétua sem a possibilidade de liberdade condicional. Moussaoui foi condenado a seis sentenças consecutivas em 4 de maio, quando a juíza Brinkema expressou sua crença de que a sentença era apropriada, já que privaria Moussaoui do "martírio em um grande estrondo de glória" e da "chance de falar novamente", depois que Moussaoui entrou no tribunal proclamando sua vitória e afirmando que os Estados Unidos "nunca capturariam Osama bin Laden". Quando ele estava saindo do tribunal, ele disse: "América, você perdeu, eu ganhei". E ele bateu palmas duas vezes. Um único jurado salvou Moussaoui da morte. O capataz do júri federal de 12 pessoas disse ao The Washington Post que o painel votou 11-1, 10-2 e 10-2 a favor da pena de morte nas três acusações pelas quais Moussaoui era elegível para execução. Uma votação unânime em qualquer uma das três acusações de terrorismo foi exigida para aplicar uma sentença de morte.
Em 8 de maio de 2006, Moussaoui entrou com documentos no tribunal federal em Alexandria, Virginia, solicitando a retirada de sua declaração de culpa, afirmando que sua reivindicação anterior de participação na conspiração de 11 de setembro era uma "fabricação completa". Ele disse que ficou "extremamente surpreso" por não ter sido condenado à morte. "Agora vejo que é possível que eu possa receber um julgamento justo, mesmo com os americanos como jurados", disse ele. No entanto, as regras federais de condenação proíbem que os pedidos sejam retirados após uma sentença já ter sido executada, e Moussaoui já havia renunciado ao seu direito de apelar.
Em 13 de maio de 2006, Moussaoui foi transferido de sua cela em Alexandria, Virgínia, e transportado via JPATS para a Instalação Administrativa Penitenciária supermáxima dos Estados Unidos, localizada perto de Florence, Colorado. A instalação - considerada a penitenciária federal mais segura - é chamada de "Alcatraz das Montanhas Rochosas". Ele tem o número 51427-054 do Federal Bureau of Prisons.

## Recompensa
Em 24 de janeiro de 2008, Clarence Prevost, o instrutor de voo que levou as autoridades a Moussaoui, recebeu uma recompensa de US $ 5 milhões do governo dos EUA. O pagamento foi questionado pela agente Coleen Rowley e pelos senadores Amy Klobuchar e Norm Coleman, entre outros, com base no fato de que dois outros instrutores de voo haviam feito as primeiras ligações ao FBI.